# Vinařice (okres Louny)
Obec Vinařice se nachází v okrese Louny v Ústeckém kraji. Žije v ní 242 obyvatel.

## Části obce
- Vinařice
- Divice

V letech 1850–1879 k obci patřily i Kozojedy.

## Historie
První písemná zmínka o vesnici pochází z roku 1238.

## Obyvatelstvo
| Obec Vinařice                                           | Obec Vinařice | Obec Vinařice | Obec Vinařice | Obec Vinařice | Obec Vinařice | Obec Vinařice | Obec Vinařice | Obec Vinařice | Obec Vinařice | Obec Vinařice | Obec Vinařice | Obec Vinařice | Obec Vinařice | Obec Vinařice |
|                                                         | 1869          | 1880          | 1890          | 1900          | 1910          | 1921          | 1930          | 1950          | 1961          | 1970          | 1980          | 1991          | 2001          | 2011          |
| ------------------------------------------------------- | ------------- | ------------- | ------------- | ------------- | ------------- | ------------- | ------------- | ------------- | ------------- | ------------- | ------------- | ------------- | ------------- | ------------- |
| Obyvatelé                                               | 759           | 832           | 903           | 910           | 811           | 804           | 824           | 571           | 483           | 436           | 322           | 231           | 227           | 231           |
| Místní část Vinařice                                    |               |               |               |               |               |               |               |               |               |               |               |               |               |               |
| Obyvatelé                                               | 420           | 458           | 515           | 504           | 437           | 417           | 488           | 344           | 317           | 307           | 226           | 160           | 151           | 149           |
| Domy                                                    | 64            | 72            | 74            | 77            | 83            | 87            | 112           | 114           | 162           | 91            | 76            | 105           | 106           | 105           |
| Data z roku 1961 zahrnují i domy z místní části Divice. |               |               |               |               |               |               |               |               |               |               |               |               |               |               |

## Pamětihodnosti
- Kostel svatého Jiljí je poprvé připomínán v roce 1356. Ke gotickému presbytáři byla v baroku přistavěna obdélná loď s věží v západním průčelí. Oltáře jsou rokokové a další součásti vybavení převážně barokní.[7]
- Na návsi stojí barokní socha svatého Jana Nepomuckého z roku 1725, ale její hlava je nově přitesaná.[7]
- Hrad Vinařice – na ostrožně nad jihovýchodním okrajem vesnice se dochovaly nenápadné terénní relikty středověkého hradu poprvé zmiňovaného roku 1328 a opuštěného v 16. století. Dochoval se pouze oválný pahorek hradního jádra a část příkopu kolem něj.[8]
- národní přírodní rezervace Malý a Velký štít

## Pověsti
Řehoři Houdovi z Vinařic se zdál zvláštní sen, v němž ho duch přivedl na kopec Dřevíč a ukázal mu, kde je ukrytý poklad. Duch mu rovněž poradil, aby z části nalezených peněz koupil zvon pro kostel sv. Jiljí. Houda se vypravil na kopec a opravdu tam nalezl hrnec zlaťáků. Poté se převlékl za žebráka, vydal se ke zvonaři a vybral zvon. Zvonař myslel, že Houda nemá peněz, a tak řekl, že zvon stojí 400 zlatých. Tu se zjevil duch a řekl, že je svědkem této úmluvy. Když potom Houda přišel ke zvonaři, ten se pokusil předtím zvon vyměnit za jiný, ale duch dal Houdovi proutek, jímž měl švihnout přes zvon a který zvolá: „Houda koupil zvon!“, ten je pravý. Takto Houda zvon poznal, ale zvonař jej přece ošidil, protože mu poradil, aby si na zvon nechal vyrýt podobu a jméno, za což si pak účtoval víc, než kolik stojí dva obyčejné zvony. Na památku této příhody byl potom zvon na věky známý jako Houda.

## Rodáci
- Rudolf Vohanka (1880–1963), hudební skladatel
- Václav Ledvinka (* 1947), archivář a historik

## Galerie

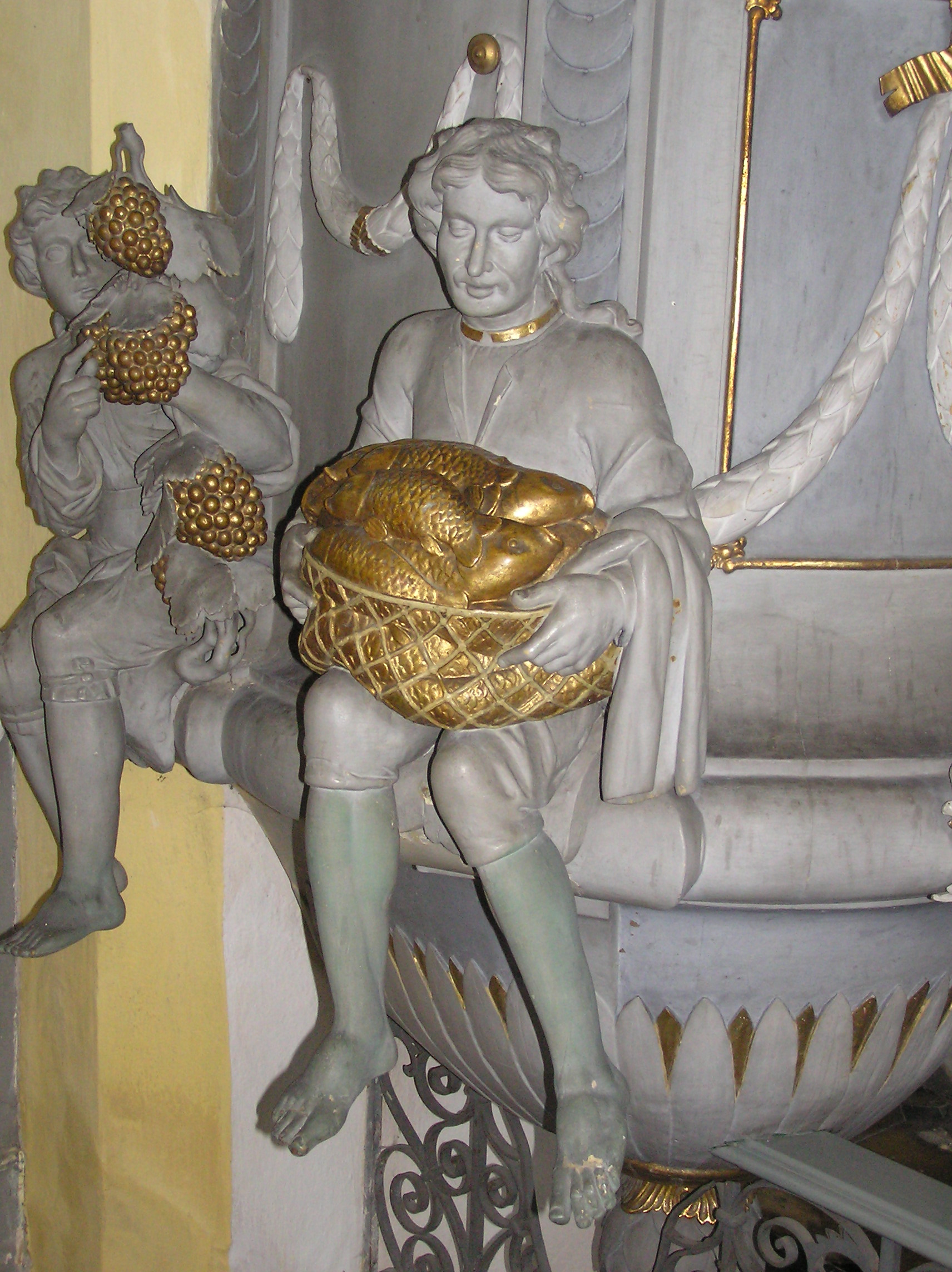
Plastiky vinaře a rybáře na kazatelně v kostele
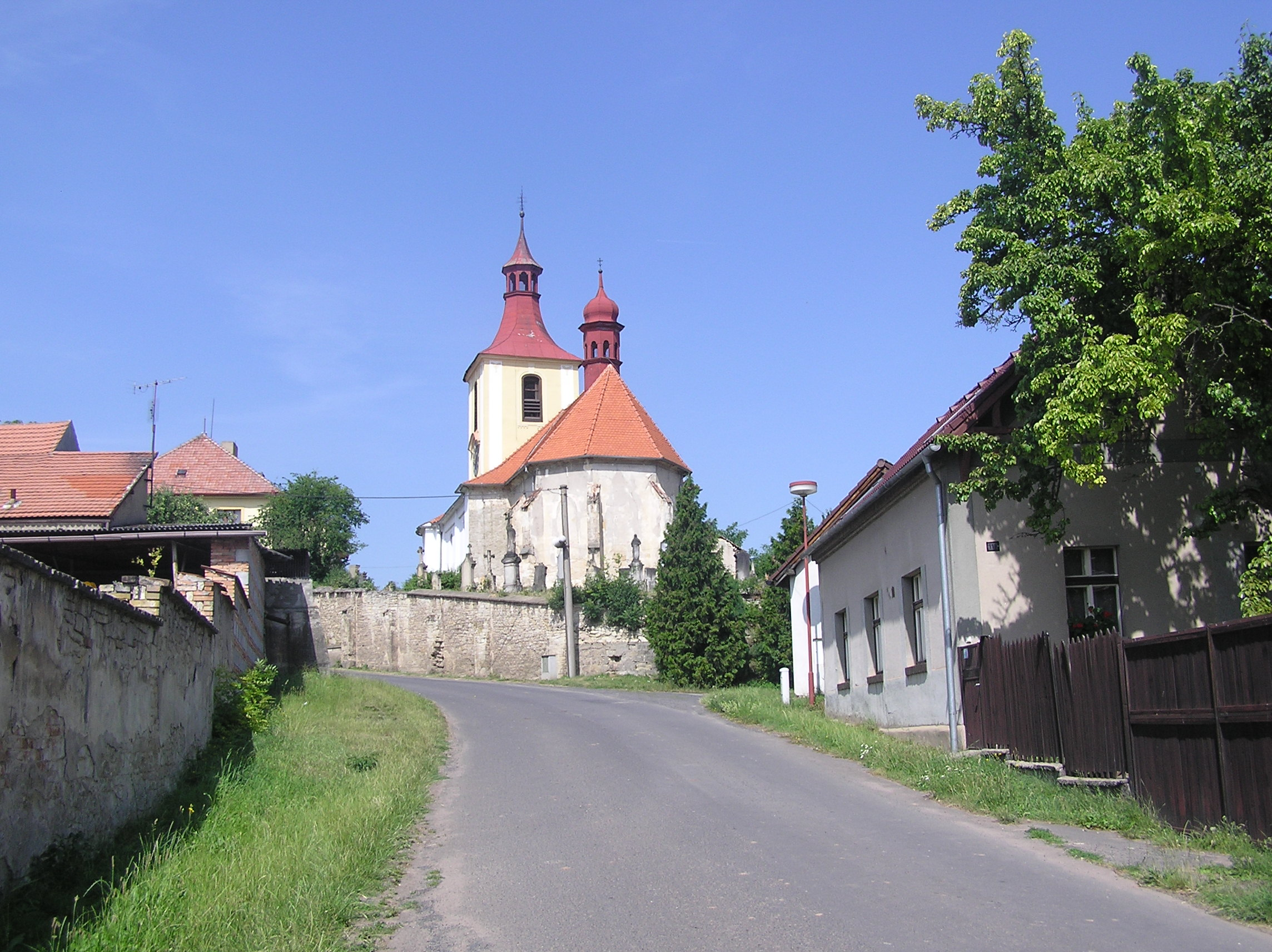
Kostel svatého Jiljí
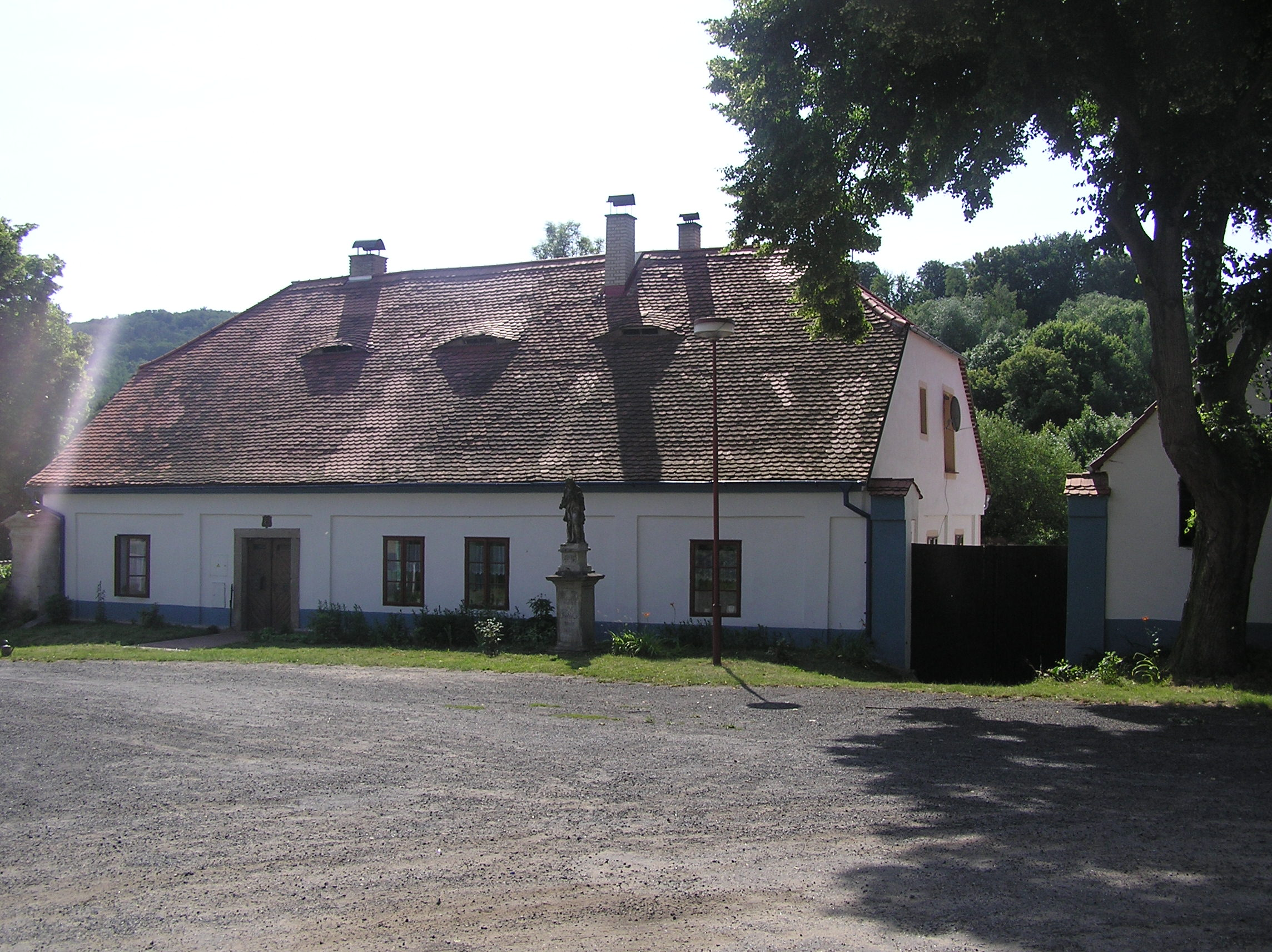
Fara
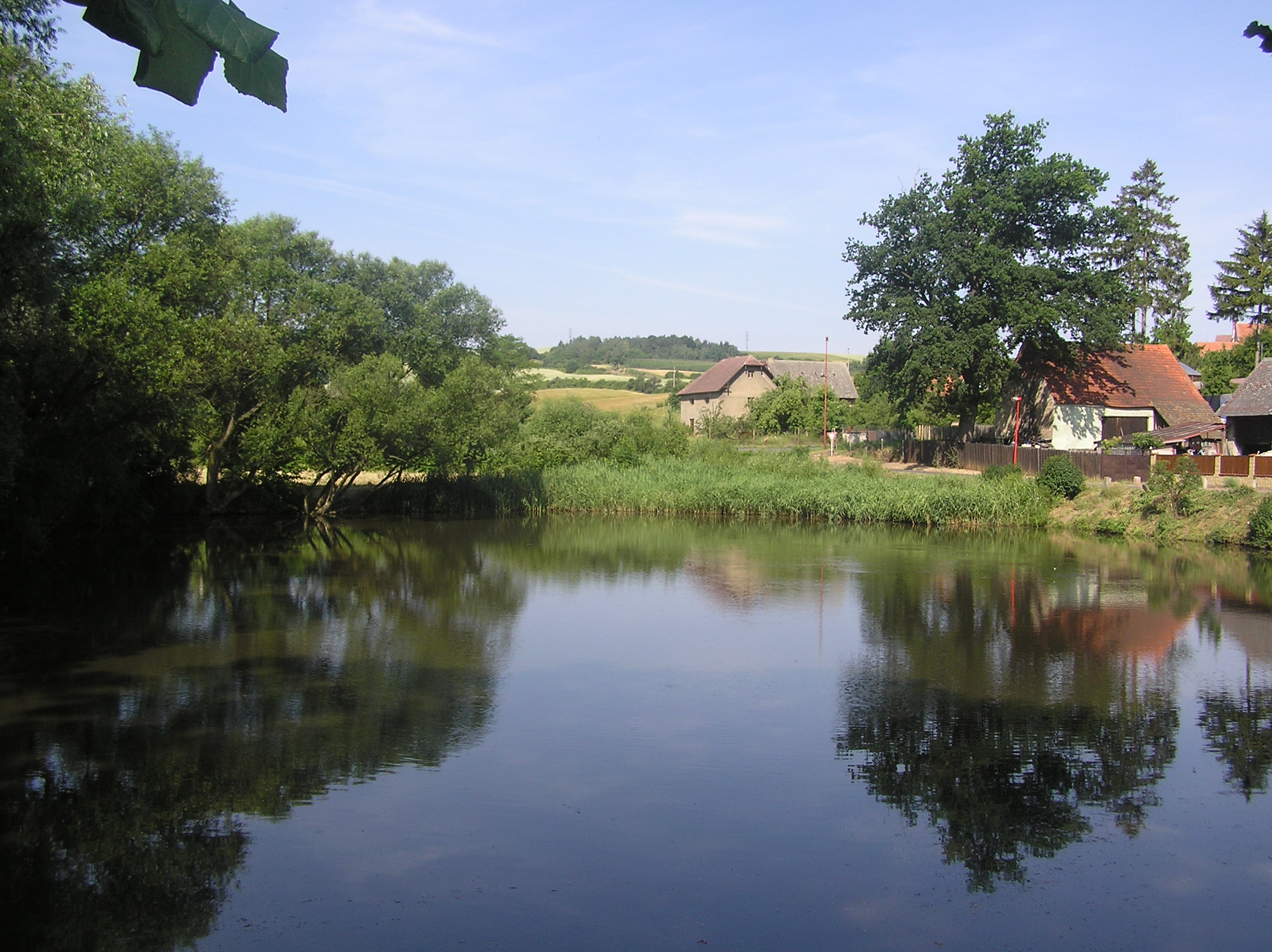
Rybník